# Theis Palm
Theis Palm es un deportista danés que compitió en vela en la clase Soling. Ganó una medalla de oro en el Campeonato Mundial de Soling de 1984.

## Palmarés internacional
| Campeonato Mundial | Campeonato Mundial | Campeonato Mundial | Campeonato Mundial |
| Año                | Lugar              | Medalla            | Clase              |
| ------------------ | ------------------ | ------------------ | ------------------ |
| 1984               | Torbole (Italia)   | Medalla de oro     | Soling             |